# 中国共产党成都市委员会
中国共产党成都市委员会，简称中共成都市委或成都市委，是中国共产党在四川省成都市的领导机关。
中共成都市委由中国共产党成都市代表大会选举产生。在代表大会闭会期间，执行中国共产党中央委员会的指示和中国共产党成都市代表大会的决议，领导成都市的工作，定期向中国共产党中央委员会报告工作。

## 机构设置
2019年1月11日，成都市召开机构改革动员部署大会。根据《成都市机构改革方案》，机构改革后，成都市共设置党政机构55个，包括党委机构15个，政府工作部门40个。方案新组建或调整优化设立了11个特色机构，在15个副省级城市中属最多。
成都市委设置纪检监察机关1个，计入机构限额的工作机关14个（设在相关部门的市委议事协调机构的办事机构不计入机构限额）。其中，纪律检查委员会与监察委员会合署办公，实行一套工作机构、两个机关名称；办公厅挂市档案局牌子；组织部挂非公有制经济组织和社会组织工作委员会、市人才工作领导小组办公室、市公务员局牌子；宣传部挂市精神文明建设办公室、对外宣传办公室（市政府新闻办公室）、市新闻出版局（市版权局）牌子；统一战线工作部挂市政府台湾事务办公室、市政府侨务办公室牌子；网络安全和信息化委员会办公室挂市互联网信息办公室牌子；保密机要局挂市国家保密局、市密码管理局牌子；教育工作委员会与市教育局合署办公，不计入机构限额；国资国企监督管理工作委员会与市国有资产监督管理委员会合署办公，不计入机构限额。

### 纪检监察机关
- 纪律检查委员会

### 工作机关
- 办公厅
- 组织部
- 宣传部
- 统一战线工作部
- 政法委员会
- 政策研究室
- 城乡社区发展治理委员会
- 网络安全和信息化委员会
- 外事工作委员会办公室
- 机构编制委员会办公室
- 直属机关工作委员会
- 巡察工作领导小组办公室
- 保密机要局
- 老干部局

### 议事协调机构
- 全面深化改革委员会办公室（设在政策研究室）
- 国家安全委员会办公室（设在办公厅）
- 全面依法治市委员会办公室（设在市司法局）
- 办公室财经委员会办公室（设在办公厅）
- 军民融合发展委员会办公室（设在市经济和信息化局）
- 审计委员会办公室（设在市审计局）
- 教育工作领导小组秘书组（设在市教育局）
- 农村工作领导小组办公室（设在市农业农村局）

## 历届人事任免

### 第十四届
2022年4月29日，中国共产党成都市第十四届委员会第一次会议，选举施小琳（女）为成都市委书记，王凤朝、谢瑞武为市委副书记，当选为市委常委的还有陈彦夫、邓涛、刘筱柳（女）、董智勇、曹俊杰、刘光辉、陈麟、刘玉泉、张瑛、杜海波。

### 第十三届
2021年8月29日，中共中央决定，施小琳同志任四川省委委员、常委和成都市委书记；范锐平同志不再担任四川省委常委、委员和成都市委书记职务，另有任用。
2017年4月28日，中国共产党成都市第十三届委员会第一次全体会议，选举范锐平为成都市委书记，罗强、朱志宏为市委副书记，当选市委常委的还有胡元坤、吴凯、王波、谢瑞武、王川红、廖仁松、苟正礼、田蓉、左正。

### 第十二届
2017年4月1日，中共中央批准：范锐平同志任成都市委书记；唐良智同志不再担任成都市委书记职务，另有任用。
2016年7月11日，中共中央批准：唐良智同志任成都市委书记，黄新初同志不再担任成都市委书记职务。
2012年4月16日，中国共产党成都市第十二届委员会第一次全体会议，选举黄新初为成都市委书记，葛红林、邓修明为市委副书记，当选市委常委的还有李昆学、朱志宏、孙平、赵小维（女）、包惠（女）、敬刚、刘超、黄建发、白刚（蒙古族）、刘继承。

### 第十一届
2011年11月9日，中共中央批准，黄新初同志任成都市委委员、常委、书记，免去李春城同志的成都市委书记、常委、委员职务。
2007年4月1日，中国共产党成都市第十一届委员会第一次全体会议，选举李春城为成都市委书记，葛红林、刘宏建、刘佩智为市委副书记，当选市委常委的还有李昆学、郑天扬、唐川平、徐季桢、郝康理、朱志宏、孙平、邓全忠、包惠（女）。

### 第十届
2003年8月19日，中国共产党成都市委员会第十届第一次全体会议，选举李春城为成都市委书记，葛红林、邓川、黄忠莹、李登菊、刘宏建为市委副书记，当选市委常委的还有苏海红、李昆学、郑天扬、高勇、何绍华、苏培玮、唐川平。

### 第九届
2003年6月20日，中共中央批准：李春城同志任四川省委常委、成都市委书记，免去王荣轩同志成都市委书记、常委、委员职务。
2001年1月9日，中共中央和四川省委决定：陶武先同志任四川省委副书记，免去其成都市委书记、常委、委员职务；王荣轩同志任四川省委委员、常委和成都市委书记；李春城同志任成都市委委员、常委、副书记。